# 瑞安·吉格斯
瑞安·约瑟夫·吉格斯，OBE（1973年11月29日—），曾任威爾斯國家隊領隊，已退役著名威爾斯職業職業足球員、曾擔任威爾斯國家足球隊隊長和英國奥林匹克足球隊隊長，司職中場。
傑斯的職業生涯只效力英格蘭超級聯賽球會曼聯，是陣中效力年期最長的球員（一共為曼聯上陣了24個球季）。他在2008年5月21日的欧洲冠军联赛决赛中上陣，打破了鲍比·查尔顿爵士的俱乐部出场纪录。職業生涯一共為曼聯上陣963場，亦創下了連續23季都為曼聯取得入球的輝煌紀錄。是史上最偉大的中场左路球员之一，當中助攻29次的紀錄令他成為歐聯助攻王。
2014年7月5日，英國博爾頓大學決定向傑斯頒發榮譽博士學位，以表揚他對體育界所作出過的傑出貢獻。
值得一提的是，傑斯職業生涯只有領過一張紅牌，是於97／98球季作客保頓時取得的。

## 早年
出生时曾随父亲姓威爾遜（Wilson），后随母亲姓傑斯，出生於威爾斯卡迪夫城而在英格蘭長大。
傑斯的父親為塞拉利昂裔英格兰黑人，母親為威爾斯白人。傑斯在學時，曾入選英格蘭學童足球隊（只需就讀於英格蘭境內學校即有資格入選，國籍不論）。后來父母在80年代分居，從此吉格斯与父划清界限，改跟母姓，並改为代表威爾斯，曾是威爾斯最年青的國腳，1991年首次為威爾斯出戰德國隊時年僅17歲321日。這個紀錄直至2006年才被格瑞斯·貝爾打破。

## 球會
傑斯在家鄉的迪安青年足球隊（Dean's Youth FC）展開其多姿多彩的足球事業，迪安的教練丹尼斯·斯科菲尔德（Denis Schofield）推荐傑斯加入曼城的傑出運動員學校（School of Excellence）。但傑斯的球技吸引曼聯的注意，在他的14歲生日當天，費格遜親自敲門造訪，游說傑斯在三年後滿十七歲即可轉為職業球員，獲得傑斯在青年訓練計畫（YTS Scheme）的表格上簽名，加入曼聯成為未來“紅魔鬼”的一員猛將。
傑斯與碧咸、史高斯及堅尼經成90年代後期英超最強的中場線之一，傑斯與碧咸的「雙翼齊飛」戰術使曼聯雄霸英超，兩人大熟大勇的一季(1998-99)，更協助曼聯贏得歐洲最高榮譽的三冠王（英超聯賽、英格蘭足總杯和歐冠杯三料冠軍），曼聯是至今英格蘭和欧洲五大联赛中第一个三冠王。
當年，傑斯更於足總盃的四強一役，於對阿仙奴加時下半場造出「一個扭4個」的黃金入球，帶領曼聯擊敗當時擁有全英最佳防線的阿仙奴晉身決賽。這個入球震驚球壇，把傑斯的爐火純青的個人技術表露無遺，可說其生涯代表作。這個入球後來亦被選為英格蘭足總盃最佳进球。

傑斯手執超聯獎盃

2006年12月7日更成為第一位連續12個賽季在歐聯賽事中入球的球員。2011年12月22日，吉格斯在曼联做客克拉文农场5-0大胜富勒姆的比赛中接蘭尼的助攻打入球队第三球，成为唯一一位在英超创立以来每个赛季都有进球的球员。
傑斯是曼聯歷史中獲錦標最多的球員：13次超級聯賽冠軍（亦是目前奪得最多英超冠軍的球員）、2次欧洲冠军联赛冠军、4次英格兰足总杯、4次英格兰联赛杯冠军以及1次世俱杯冠军。是首位連奪兩屆PFA年度最佳青年球員（1992年及1993年）的球員，直至今日也只有福勒及朗尼可以比美。傑斯同時是超級聯賽入球最多的非前鋒球員，保持曼聯最快的入球時間（1995年11月對修咸頓的15秒）。傑斯在2007年至2008年歐洲聯賽冠軍盃決賽中第759場為曼聯披甲，打破的球會上陣次數紀錄。傑斯在曼聯及威爾斯的球衣編號同是“11”號。因腳法秀麗而被稱為“威爾斯巫師”。2009年4月26日獲選為英格蘭PFA足球先生。
2009年7月26日，傑斯在季前熱身賽對杭州綠城時後備入替射入3球，是效力曼聯以來首次大演帽子戲法。
2010年8月16日曼聯主場迎戰新升班紐卡素，傑斯後備上陣於85分鐘在左方禁區接應史高斯妙傳球不着地窩利射向球門右下角入網，最終曼聯大勝對手3-0而傑斯繼續保持自1992年英超成立後每年均取得入球的紀錄。
2011年4月26日歐聯準決賽作客對，傑斯以37歲另148日為曼聯先拔頭籌，取代恩沙基成為歐聯歷來最年長的入球球員。2011年9月15日在2011/12賽季歐洲冠軍聯賽小組賽作客對賓菲加賽事中再次取得入球，刷新歐聯最年長的入球球員紀錄。

傑斯代表英國隊參加倫敦奧運

2012年7月25日，傑斯代表英國國家足球隊出征2012倫敦奧運足球賽。
2013年3月1日，傑斯與曼聯續簽一年合約令其留隊至2014年夏季，這將會使他於英格蘭渡過第二十四年頂級聯賽生涯。同年7月4日，接替費格遜成為曼聯26年首位新領隊的莫耶斯任命傑斯為球員兼教練。
2014年4月22日接替莫耶斯成為曼聯臨時主帥。
同年5月19日宣佈結束長達24年的職業生涯並出任副領隊一職。
2018年1月15日接替高文，成為威爾斯國家隊領隊。
因為威爾斯並不是一個足球強隊，所以相比起曼聯的輝煌戰績，傑斯從未帶領過威爾斯進軍歐洲國家盃及世界盃。傑斯曾表示此乃其職業生涯的唯一遺憾。

## 生涯数据

### 俱乐部
| 俱乐部 | 赛季    | 联赛 | 联赛 | 足总杯 | 足总杯 | 联赛杯 | 联赛杯 | 欧洲赛事 | 欧洲赛事 | 其他 | 其他 | 总计 | 总计 |
| ------ | ------- | ---- | ---- | ------ | ------ | ------ | ------ | -------- | -------- | ---- | ---- | ---- | ---- |
| 俱乐部 | 赛季    | 上阵 | 入球 | 上阵   | 入球   | 上阵   | 入球   | 上阵     | 入球     | 上阵 | 入球 | 上阵 | 入球 |
| 曼联   | 1990–91 | 2    | 1    | 0      | 0      | 0      | 0      | 0        | 0        | 0    | 0    | 2    | 1    |
| 曼联   | 1991–92 | 38   | 4    | 3      | 0      | 8      | 3      | 1        | 0        | 1    | 0    | 51   | 7    |
| 曼联   | 1992–93 | 41   | 9    | 2      | 2      | 2      | 0      | 1        | 0        | –    | –    | 46   | 11   |
| 曼联   | 1993–94 | 38   | 13   | 7      | 1      | 8      | 3      | 4        | 0        | 1    | 0    | 58   | 17   |
| 曼联   | 1994–95 | 29   | 1    | 7      | 1      | 0      | 0      | 3        | 2        | 1    | 0    | 40   | 4    |
| 曼联   | 1995–96 | 33   | 11   | 7      | 1      | 2      | 0      | 2        | 0        | –    | –    | 44   | 12   |
| 曼联   | 1996–97 | 26   | 3    | 3      | 0      | 0      | 0      | 7        | 2        | 1    | 0    | 37   | 5    |
| 曼联   | 1997–98 | 29   | 8    | 2      | 0      | 0      | 0      | 5        | 1        | 1    | 0    | 37   | 9    |
| 曼联   | 1998–99 | 24   | 3    | 6      | 2      | 1      | 0      | 9        | 5        | 1    | 0    | 41   | 10   |
| 曼联   | 1999–00 | 30   | 6    | –      | –      | 0      | 0      | 11       | 1        | 3    | 0    | 44   | 7    |
| 曼联   | 2000–01 | 31   | 5    | 2      | 0      | 0      | 0      | 11       | 2        | 1    | 0    | 45   | 7    |
| 曼联   | 2001–02 | 25   | 7    | 1      | 0      | 0      | 0      | 13       | 2        | 1    | 0    | 40   | 9    |
| 曼联   | 2002–03 | 36   | 8    | 3      | 2      | 5      | 0      | 15       | 4        | –    | –    | 59   | 14   |
| 曼联   | 2003–04 | 33   | 7    | 5      | 0      | 0      | 0      | 8        | 1        | 1    | 0    | 47   | 8    |
| 曼联   | 2004–05 | 32   | 5    | 4      | 0      | 1      | 1      | 6        | 2        | 1    | 0    | 44   | 8    |
| 曼联   | 2005–06 | 27   | 3    | 2      | 1      | 3      | 0      | 5        | 1        | –    | –    | 37   | 5    |
| 曼联   | 2006–07 | 30   | 4    | 6      | 0      | 0      | 0      | 8        | 2        | –    | –    | 44   | 6    |
| 曼联   | 2007–08 | 31   | 3    | 2      | 0      | 0      | 0      | 9        | 0        | 1    | 1    | 43   | 4    |
| 曼联   | 2008–09 | 28   | 2    | 2      | 0      | 4      | 1      | 9        | 1        | 2    | 0    | 47   | 4    |
| 曼联   | 2009–10 | 25   | 5    | 1      | 0      | 2      | 1      | 3        | 1        | 1    | 0    | 32   | 7    |
| 曼联   | 2010–11 | 25   | 2    | 3      | 1      | 1      | 0      | 8        | 1        | 1    | 0    | 38   | 4    |
| 曼联   | 2011–12 | 25   | 2    | 2      | 0      | 1      | 1      | 5        | 1        | 0    | 0    | 33   | 4    |
| 曼联   | 2012–13 | 22   | 2    | 4      | 1      | 1      | 2      | 5        | 0        | –    | –    | 32   | 5    |
| 曼联   | 2013–14 | 12   | 0    | 0      | 0      | 2      | 0      | 7        | 0        | 1    | 0    | 22   | 0    |
| 总计   | 总计    | 672  | 114  | 74     | 12     | 41     | 12     | 157      | 29       | 19   | 1    | 963  | 168  |

数据更新至2014年8月28日

### 国家队入球

#### 威尔士
| #      | 时间           | 地点               | 对手       | 比分 | 结果 | 比赛类型           |
| ------ | -------------- | ------------------ | ---------- | ---- | ---- | ------------------ |
| 1      | 1993年3月31日  | 威尔士加的夫       | 比利时     | 2–0  | 胜   | 1994年世界杯预选赛 |
| 2      | 1993年9月8日   | 威尔士加的夫       | 捷克       | 2–2  | 平   | 1994年世界杯预选赛 |
| 3      | 1994年9月7日   | 威尔士加的夫       | 阿尔巴尼亚 | 2–0  | 胜   | 1996年欧洲杯预选赛 |
| 4      | 1996年6月2日   | 圣马利诺塞拉瓦莱   | 圣马力诺   | 5–0  | 胜   | 1998年世界杯预选赛 |
| 5      | 1997年11月11日 | 比利时布鲁塞尔     | 比利时     | 2–3  | 负   | 1998年世界杯预选赛 |
| 6      | 1999年9月4日   | 白俄罗斯明斯克     | 白俄羅斯   | 2–1  | 胜   | 2000年欧洲杯预选赛 |
| 7      | 2000年3月29日  | 威尔士加的夫       | 芬兰       | 1–2  | 负   | 友谊赛             |
| 8      | 2003年3月29日  | 威尔士加的夫       |            | 4–0  | 胜   | 2004年欧洲杯预选赛 |
| 9      | 2005年10月8日  | 北爱尔兰贝尔法斯特 | 北爱尔兰   | 3–2  | 胜   | 2006年世界杯预选赛 |
| 10、11 | 2005年10月12日 | 威尔士加的夫       |            | 2–0  | 胜   | 2006年世界杯预选赛 |
| 12     | 2007年3月28日  | 威尔士加的夫       | 圣马力诺   | 3–0  | 胜   | 2008年欧洲杯预选赛 |

#### 英國
| # | 时间          | 地点                 | 对手   | 比分 | 结果 | 比赛类型           |
| - | ------------- | -------------------- | ------ | ---- | ---- | ------------------ |
| 1 | 2012年7月29日 | 英格蘭倫敦溫布利球場 | 阿联酋 | 3–1  | 胜   | 2012倫敦奧運足球賽 |

## 生涯統計

### 球會
曼徹斯特聯（1990-2014年）：
- 英格蘭足球超級聯賽
  - 冠軍（13）：1992-93年、1993-94年、1995-96年、1996-97年、1998-99年、1999-00年、2000-01年、2002-03年、2006-07年、2007-08年、2008-09年、2010-11年、2012-13年；
- 英格兰足总杯
  - 冠軍（4）：1994年、1996年、1999年、2004年；
- 英格蘭社區盾
  - 冠軍（9）：1993年、1994年、1996年、1997年、2003年、2007年、2008年、2010年、2013年；
- 英格兰联赛杯
  - 冠軍（4）: 1992年、2006年、2009年、2010年；
- 足总青年杯
  - 冠軍（1）：1992年；
- 歐洲聯賽冠軍盃
  - 冠軍（2）：1998/99年、2007/08年；
- 歐洲超級盃
  - 冠軍（1）：1991年；
- 洲際盃
  - 冠軍（1）：1999年；
- 國際足協世界冠軍球會盃
  - 冠軍（1）：2008年；

### 國際賽
威爾斯：
- 出場/入球：64/12

### 個人榮譽
- 入選英格蘭足球名人堂：2005年；
- PFA年度最佳青年球員：1992年、1993年；
- U-21歐洲年度最佳青年球員：1993年；
- 洲際盃最佳球員：1999年；
- 威尔士足球先生：1996年，2006年；
- 英超十年最佳阵容：2003年；
- OBE勳章2007；
- 英格蘭PFA足球先生：2009年；
- BBC年度風雲人物：2009年
- 金足奖 ：2011年

## 個人生活
傑斯的父親丹尼·威爾遜(Danny Wilson)為威爾斯欖球國家隊的前成員。於2007年，傑斯與其女友史達絲(Stacey Cooke)結婚，並育有兩名子女。惟傑斯於婚後多次傳出婚外情醜聞，先後於2010年被爆出與威爾斯模特兒湯馬斯(Imogen Thomas)展開地下情及於2011年被世界新聞報揭發與弟婦通姦。直至2015年，傑斯終為與弟婦通姦長達8年，向其弟弟道歉。
最終，史達絲於2017年8月正式與傑斯離婚，結束10年的婚姻。

## 慈善

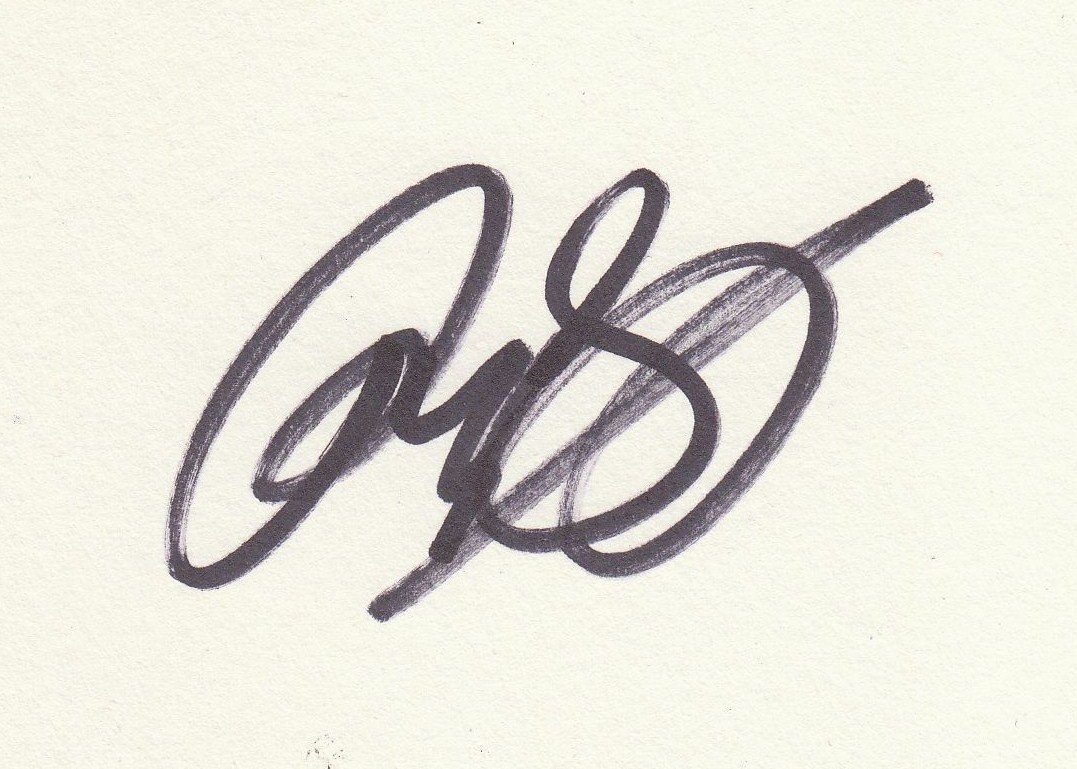
傑斯的親筆簽名

傑斯近年成為聯合國兒童基金會的代表之一，於2002年推行防止兒童遭地雷殺害運動。於2001年曼聯遠東之旅曾抽空到訪位於泰國曼谷由基金會支持的婦女中心。傑斯與里奧·費迪南及亨利等混血球員一同積極反對足球場的種族主義。傑斯亦是以曼徹斯特為基地的「五星掃描器訴求」（five Star Scanner Appeal）的監護人，是一個籌募100萬英鎊供於2009年落成的兒童醫院設置一部掃描器的慈善計劃。

## 外部連結
- 足球数据库：瑞恩·吉格斯的球员统计数据
- FootballDatabase：簡介及統計 （页面存档备份，存于）
- 曼聯官方網站：簡介 （页面存档备份，存于）
- 英國足球名人堂
- 傑斯進球跨越十二年 （页面存档备份，存于）

| 體育角色      | 體育角色                | 體育角色      |
| ------------- | ----------------------- | ------------- |
| 前任： 莫耶斯 | 曼聯球員兼臨時領隊 2014 | 繼任： 范加爾 |